# П-14
П-14Ф «Лена» (индекс ГРАУ — 5Н84, по классификации МО США и НАТО: Tall king — «Высокий стебель») — советская мобильная двухкоординатная радиолокационная станция метрового диапазона волн. 
РЛС предназначена для контроля пространства, обнаружения, определения координат (азимут, дальность), скорости и траектории полёта воздушных целей на больших дальностях и высотах с высокой разрешающей способностью в условиях интенсивного радиопротиводействия при работе в составе АСУ ПВО, сил быстрого реагирования и системе УВД.
Производитель — Нижегородский научно-исследовательский институт радиотехники.

## Тактико-технические характеристики
- Мобильная, размещаются в шести больших фургонах — три силовых прицепа и три аппаратных полуприцепа.
- Параболическая антенна имеет размах зеркала 32 метра при высоте 11 метров.
- Расчёт — 12 человек.
- Время развертывания — 24 часа.
- Рабочая частота — 171,5 МГц.
- Промежуточная — 10 МГц.
- Импульсная мощность — не менее 700 кВт.